# Alessandro Bellardita
Alessandro Bellardita (geboren am 30. Januar 1981 in Modica, Sizilien) ist ein deutscher Jurist, Publizist und Hochschullehrer.

## Leben

### Jugend und Ausbildung
Bellardita ist der Sohn sizilianischer Einwanderer, die Anfang der 1980er Jahre vor den von der Mafia geschaffenen Verhältnissen nach Deutschland flohen. Er machte 1999 das Abitur an der Europäischen Schule Karlsruhe. Anschließend studierte er Rechtswissenschaft an den Universitäten Mannheim und Heidelberg. An ersterer wurde er 2010 mit der Arbeit Der Absender im frachtrechtlichen Schuldverhältnis und seine Haftung promoviert.

### Jurist
Bellardita arbeitete zunächst in Heidelberg als Rechtsanwalt, trat 2012 in den Justizdienst ein und war am Amtsgericht Heidelberg tätig. Ab 2015 übernahm er bei der Staatsanwaltschaft Heidelberg den Bereich der organisierten Kriminalität. Seit 2017 ist er Richter in Karlsruhe: Von September 2023 bis September 2024 war er Strafrichter am Landgericht, seit September 2024 Vorsitzender Richter des Jugendschöffengerichts am Amtsgericht.
Bis Juli 2023 war er Dozent an der Hochschule für Rechtspflege Schwetzingen in den Fächern Europarecht, Staats- und Verwaltungsrecht. Zudem unterrichtet er beim Deutschen Roten Kreuz zum Thema „Recht im Rettungsdienst“.
In zahlreichen Vorträgen referiert er zu Themen wie „Freiheit und Recht“ oder „Mafia in Deutschland“.

### Publizist
Seit 2005 veröffentlichte Bellardita juristische Artikel in deutschen und italienischen Zeitungen und Zeitschriften. Beim Corriere della Sera hat er seit 2007 die Kolumne „Rubrica legale“. Für die Schwetzinger Zeitung schreibt er Beiträge unter der Rubrik „Gesellschaft & Recht“. In juristischen Fachzeitschriften veröffentlicht er Artikel zu unterschiedlichen juristischen Themen. Außerdem nahm er an Radio- und Fernsehsendungen sowie an dem Podcast „Mafialand“ von ARD und SWR teil.
2020 veröffentlichte er sein erstes Buch zum italienischen Cantautore Fabrizio De André. Diesem folgten weitere zu juristischen Themen und zur Mafia.
2021 veröffentlichte er seinen ersten Kriminalroman über den deutsch-italienischen Staatsanwalt De Benedetti. Thema ist die Mafia in Deutschland. Daher ist der zweite Band der Reihe von 2024 dem sizilianischen Richter Rosario Livatino gewidmet, der als erster die Verbindungen der Mafia nach Deutschland aufdeckte und deswegen 1990 ermordet wurde.

### Thema: Mafia in Deutschland
Bellardita macht in Vorträgen, Interviews und seinen Romanen darauf aufmerksam, dass die Mafia in Deutschland ein weitgehend ungestörtes Aktionsgebiet gefunden hat. Seit den 1960er Jahren war Deutschland für die Mafia ein Ort des Rückzugs vor der italienischen Justiz. Nachdem die Mafia in den 1980er Jahren noch mit Schutzgelderpressungen vor allem in Mannheim auffiel, hat sie sich aus der Öffentlichkeit zurückgezogen und agiert im Hintergrund im Drogenschmuggel und bei der Geldwäsche.
Bellardita warnt davor, dass in Deutschland dasselbe passieren könnte wie in Norditalien, wenn man die Entwicklung nicht ernst nimmt. Das würde bedeuten, dass allmählich Verwaltungs- und Politikpositionen von Leuten besetzt werden, die direkt oder indirekt mit der Mafia verbunden sind. Da sie über große Geldmengen verfügt, ist es einfach, einheimische Unternehmen mit Konkurrenzfirmen in den Ruin zu treiben oder Gastronomen mit unschlagbaren Produktpreisen von sich abhängig zu machen.
Bellardita fordert einen Lehrstuhl zum Thema Organisierte Kriminalität, eine Bargeldobergrenze und eine unabhängige Staatsanwaltschaft, die nicht an den Justizminister berichten muss.

## Auszeichnungen
- 2022: Premio Mannozzi des Vereins „Incontri Berlinesi“, ausgelobt für eine Person, die die Nähe zwischen Deutschland und Italien lebt.[7]

## Veröffentlichungen

### Fachpublikationen
- Der Absender im frachtrechtlichen Schuldverhältnis und seine Haftung (= Schriften zum Europäischen Transport- und Verkehrsrecht. Band 12). Lit, Berlin / Münster 2012, ISBN 978-3-643-11094-7 (Zugleich: Dissertation an der Universität Mannheim, 2010).
- Recht im Rettungsdienst: Grundlagen, Strafrecht, Zivilrecht, Arbeitsrecht. Stumpf + Kossendey, Edewecht 2021, ISBN 978-3-96461-041-6.
- I Vostri diritti in Germania: un orientamento nella società tedesca. Tredition, Hamburg 2021, ISBN 978-3-347-33131-0 (italienisch).
- mit Theodor Morvillus, Kurt Stöber, Anahita Wesely: GBO-Verfahren und Grundstückssachenrecht: Einführung und Lehrbuch. 4. Auflage. C. H. Beck, München 2023, ISBN 978-3-406-77006-7.
- mit Jürgen Damrau, Walter Zimmermann, Roseluise Koester-Buhl, Cordelia Ahr, Florian Bollacher u. a.: Betreuungsrecht: Kommentar zum materiellen und formellen Recht. Kohlhammer, Stuttgart 2023, ISBN 978-3-17-041338-2.

### Sachbücher
- Fabrizio de André – die Essenz der Freiheit. Tredition, Hamburg 2020, ISBN 978-3-347-09837-4.
- La fine delle mafie – a lezione da Giovanni Falcone. Tredition – AltreMenti, Hamburg 2022, ISBN 978-3-347-50229-1 (italienisch).
- Demokratie & Pluralismus. Ein Plädoyer für eine offene Gesellschaft. AltreMenti, Ahrensburg 2025, ISBN 978-3-384-49344-6.

### Romane
- Der Zeugenmacher. J. S. Klotz Verlagshaus, Neulingen 2021, ISBN 978-3-948968-54-0.
- Die sizilianische Akte: De Benedettis zweiter Fall. istolé, Wuppertal 2024, ISBN 978-3-910347-36-6.